# Picotet de la Hispaniola
El picotet de la Hispaniola (Nesoctites micromegas) és una espècie d'ocell de la família dels pícids (Picidae) i l'única espècie del gènere Nesoctites.

## Hàbitat i distribució
Habita la selva humida i densa vegetació secundària de les illes de la Hispaniola i la Gonâve.

## Taxonomia
Classificats tradicionalment dins la subfamília dels picumninae, actualment són considerats una espècie germana dels picinae i inclosos dins la seva pròpia subfamília: nesoctitinae.

S'han descrit dues subespècies:
- Nesoctites micromegas micromegas (Sundevall, 1866). De l'illa de la Hispaniola.
- Nesoctites micromegas abbotti Wetmore, 1928. De l'illa de la Gonâve.